# 非线性物理学
非线性物理学(英語：nonlinear physics)是研究各种非线性物理现象的学科。包含了物理內的各領域。

## 簡介與歷史
所谓线性，从数学上来讲，是指方程的解满足线性叠加原理。即方程任意两个解的线性叠加仍然是方程的一个解。线性意味着系统的简单性；但自然现象就其本质来说，都是复杂的、非线性的。所幸的是，自然界中的许多现象都可以在一定程度上近似为线性。传统的物理学和自然科学就是为各种现象建立线性模型，并取得了巨大的成功。但随着人类对自然界中各种复杂现象的深入研究，越来越多的非线性现象开始进入人类的视野。
近二十年国内、外这方面的研究十分活跃、数、理、生、化各类期刊上大量报道了有关结果。特别是混沌学的创立，被研究者誉为继相对论和量子力学之后的本世纪第三次科学革命，相对论证实了物质运动速度的极限，量子力学指出测量能力的极限，而混沌学则揭示了计算能力的极限；即任何物体的运动速度不能超过光速，任何测量不能同时确定一对共轭变量，任何计算机不能计算混沌轨道的长期演化。由于上述规则和混沌运动普遍存在于各种非线性系统中， 非线性物理学将处于21世纪物理学和非线性科学的前沿。

## 主要内容
目前非线性物理学中研究得最为广泛的领域主要有以下方面：
- 孤立子（英語：Soliton）：孤立子（或孤立波）是一种非线性效应，它能够保持其速度和形状长时间传播。孤立子理论在光纤通信、蛋白质和DNA作用机理，以及弦论中都有重要应用。
- 混沌理论（英語：Chaos theory）：混沌是一种源自于（非线性的）决定性规律的无序状态。混沌的最大特点是具有高度初值敏感性，无论多么微小的微扰，在足够长的时间后都会使系统彻底的偏离原来的状态。大气就是典型的混沌系统，因而长期天气预报是不可能的。
- ：分形的突出特征是自相似性。在晶体生长及DNA复制过程中，人们都会遇到分形生长。
- 模式形成（英語：Pattern formation）
- 细胞自动机（英語：Cellular automata）
- 复杂系统（英語：Complex system）
- 耗散结构（英語：Dissipative system）
- 自组织（英語：Self-organization）

## 重要学科
目前发展起来的非线性物理学科包括：
- 非线性光学
- 非线性声学
- 非线性动力学
- 量子混沌